# آنتون اندروش
آنتون اندروش (انگلیسی: Anton Ondruš؛ زادهٔ ۲۷ مارس ۱۹۵۰) بازیکن فوتبال اهل چکسلواکی است.
از باشگاه‌هایی که در آن بازی کرده‌است می‌توان به باشگاه فوتبال کلوب بروخه، باشگاه فوتبال اسلوان براتیسلاوا، اشاره کرد.
وی همچنین در تیم ملی فوتبال چکسلواکی بازی کرده‌است.